# 真野助宗
真野 助宗（まの すけむね）は、安土桃山時代の武将、大名。豊臣家の譜代家臣で、馬廻組頭の七手組の1人。通称は蔵人で、真野蔵人を称したが、左近とも称している。

## 略歴
長浜城主時代当初の羽柴秀吉に馬廻として仕えた。近江真野氏の出身と推測される。
天正元年（1573年） 12月、浅野長吉が120石の扶持を与えられたとき、真野左近は100石の扶持を与えられている。
天正12年（1584年）、小牧の戦いに従軍。 『浅野家文書』の陣立てによると、秀吉本陣の小姓組七手として佐久間忠兵衛、伊東長久、池田与左衛門、速水守久、佐藤主計頭、尼子六郎左衛門と共に合計4,000を率いた。
天正18年（1590年）4月、小田原の役に従軍。遠征では600騎を率いた。帰還後の同年9月18日に聚楽第の毛利邸で行われた宴席で、御相伴衆の折臺に堀田圖書、黒田長政、生駒修理亮と共に列した。
文禄の役では、肥前名護屋城で馬廻衆の駐屯。助宗は文禄年間（1592-1596年）に馬廻衆の組頭となった。
文禄4年（1595年）の秀吉の草津湯治では岐阜を警備。2名ずつの選任で、真野蔵人組とあるので、子の頼包との同役だと思われる。
慶長3年（1598年）、秀吉の没後も豊臣秀頼に仕え、大坂七手組頭の1人となり、知行1万石という。
慶長14年（1609年）ごろ豊国神社へ石灯籠を寄進している。大坂夏の陣で大坂城落城の際に自決という話もあるが、慶長16年頃から諸将のなかに名前が現れず、大坂の陣の戦前に病死していたと考えられている。七手組頭は嫡男の頼包が継いで、大坂の陣を戦った。